# Volkerzen
Volkerzen é um município localizada no distrito de Altenkirchen, na associação municipal de Verbandsgemeinde Altenkirchen, no estado da Renânia-Palatinado.

## População
| - 1815 – 71 - 1835 – 81 - 1871 – 105 - 1905 – 113 - 1939 – 100 - 1950 – 109 | - 1961 – 94 - 1965 – 88 - 1970 – 75 - 1975 – 66 - 1980 – 68 - 1985 – 56 | - 1987 – 67 - 1990 – 68 - 1995 – 79 - 2000 – 100 - 2005 – 94 |